# Bahrenborstel
Bahrenborstel er en kommune i amtet ("Samtgemeinde") Kirchdorf i Landkreis Diepholz i den tyske delstat Niedersachsen.
Bahrenborstel ligger mellem Naturpark Dümmer og Naturpark Steinhuder Meer omkring midt mellem Bremen og Minden.